# Biju Patnaik

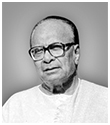
Biju Patnaik

Bijayananda „Biju“ Patnaik (* 5. März 1916 in Cuttack, Orissa, Britisch-Indien; † 17. April 1997 in Neu-Delhi) war ein indischer Politiker des Indischen Nationalkongresses (INC), des Utkal Congress (UC), der Bharatiya Lok Dal (BLD), der Janata Party (JNP) sowie der Janata Dal, der unter anderem von 1961 bis 1963 Chief Minister von Orissa, 1971 Mitglied der Rajya Sabha sowie zwischen 1977 und 1985 und erneut von 1996 bis zu seinem Tode am 17. April 1997 Mitglied der Lok Sabha war. Er war von 1977 bis 1980 Minister für Stahl und Bergbau und zwischen 1990 und 1995 erneut Chief Minister von Orissa.

## Leben

### Luftwaffenoffizier, Chief Minister von Orissa und Mitglied der Rajya Sabha

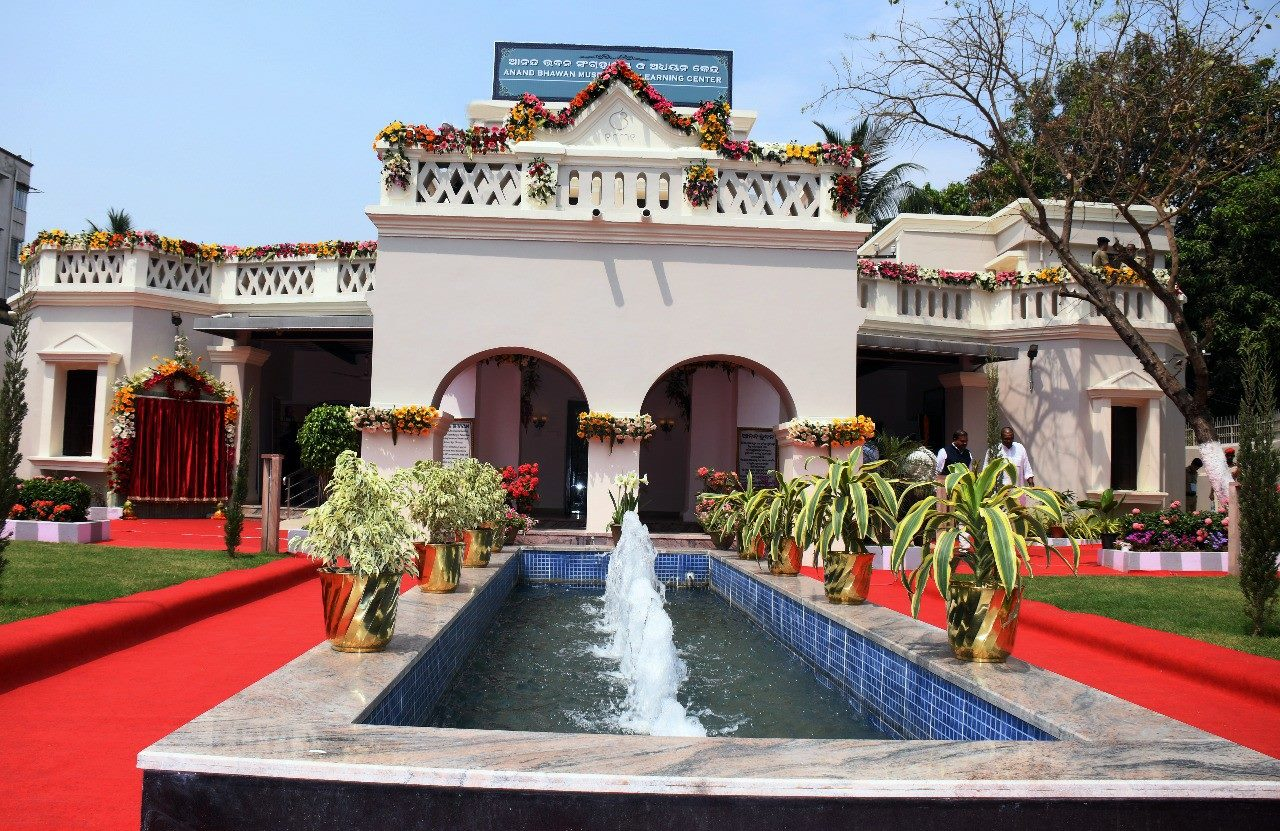
Anand Bhawan, das Stammhaus von Biju Patnaik.

Bijayananda „Biju“ Patnaik, Sohn von Laxminarayan Patnaik, absolvierte ein Studium am Ravenshaw College in seiner Geburtsstadt Cuttack, das er mit einem Bachelor of Science (B.Sc.) beendete. Er war während seines Studiums Kapitän der Fußball-, Cricket-, Hockey- sowie Leichtathletikmannschaften dieses College und absolvierte Flugausbildungen am Aeronautical Training institute of India sowie beim Delhi Flying Club. Er war als Navigator, Ingenieur für Luftfahrttechnik sowie als Pilot tätig. Während des Zweiten Weltkrieges war er zwischen 1940 und 1942 Chef des Lufttransportkommandos der Royal Indian Air Force (RIAF) sowie in der Folgezeit zusammen mit Jayaprakash Narayan, Dr. Ram Manohar Lohia und anderen Führer der Untergrundbewegung und wurde deswegen zwischen 1943 und 1945 inhaftiert. Während des Ersten Indisch-Pakistanischen Krieges, der im Oktober 1947 mit dem Eindringen paschtunischer Freischärler in den formal unabhängigen Staat Kaschmir begann, flog er den ersten Truppenzug nach Srinagar, um die pakistanischen Einheiten zu bekämpfen. In den folgenden Jahren war er Gründer verschiedener Wirtschaftsunternehmen. Er nahm danach am Indonesischen Unabhängigkeitskrieg teil und wurde hierfür von der Regierung Indonesiens 1973 mit der Auszeichnung Bhumiputra („Sohn des Bodens“) für seine Hilfe im Jahr 1948 bei der Rettung zweier Unabhängigkeitskämpfer vor niederländischen Soldaten, indem er sein Flugzeug mitten auf einem Reisfeld landete, sowie 1996 mit dem Bintang Jasa Utama geehrt, der höchsten nationalen Auszeichnung. 1951 stiftete er den Kalinga-Preis für die Popularisierung der Wissenschaft, eine von der UNESCO seit 1952 vergebene Auszeichnung, die für bedeutende Beiträge zur Popularisierung der Wissenschaft ausschließlich an natürliche Personen vergeben, die über eine hervorragende Karriere als Wissenschaftler oder auch als Schriftsteller, Herausgeber oder Filmproduzent verfügen.
Patnaik, der seit 1946 Mitglied des Indischen Nationalkongresses (INC) wurde und ein Berater des ersten Premierministers Jawaharlal Nehru war, begann seine politische Laufbahn 1952, als er erstmals zum Mitglied der Legislativversammlung des Bundesstaates Orissa (Orissa Vidhan Sabha) gewählt wurde, der er dann bis 1967 angehörte. 1953 stand er in enger Verbindung zur nepalesischen demokratischen Bewegung. Nach dem Ende einer sogenannten Präsidialregierung (President’s rule) übernahm er am 16. Juni 1961 das Amt des Chief Minister von Orissa. Er bekleidete dieses Amt bis zum 1. Oktober 1963 und wurde daraufhin von Biren Mitra abgelöst. In seinem Kabinett übernahm er zahlreiche weitere Posten und fungierte zwischen dem 23. Juni 1961 und dem 1. Oktober auch als Finanzminister, Handelsminister, Minister für öffentliche Arbeiten, Minister für Industrie, Minister für Planung und Koordinierung, Minister für Entwicklung und Minister für Bergbau und Geologie.

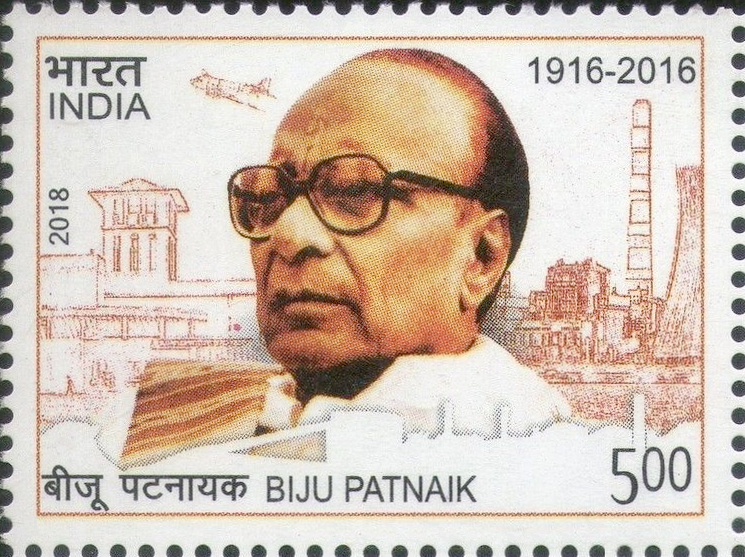
Gedenkmarke der Indischen Post anlässlich des 100. Geburtstages von Biju Patnaik am 5. März 2016

Am 6. Mai 1970 erklärte Patnaik seinen Austritt aus dem Congress (R) und führte in einem Brief an dessen Parteipräsidenten Jagjivan Ram als Grund die zentralistische und autoritäre Leitungsstruktur in der Kongresspartei und Missachtung lokaler Gegebenheiten an. Er gründete daraufhin den Utkal Congress, eine von 1970 bis 1974 existierende Partei im Bundesstaat Orissa. In einem Thesenpapier Promises and Performances („Versprechen und Leistungen“) beklagte Patnaik, dass Orissa „nie ein prosperierender und wirtschaftlich erfolgreicher Staat werden“ könne, wenn nicht ein „einheitlicher und auf diesen Zweck hin ausgerichteter politischer Apparat“ existiere. Das Ziel war es offenkundig, in Orissa eine starke Regionalpartei nach dem Vorbild von Dravida Munnetra Kazhagam in Tamil Nadu zu schaffen. Ideologisch wies die neue Partei kaum Unterschiede zur Kongresspartei auf, jedoch betonte der UC seine regionalistischen Ziele einer Industrialisierung und Entwicklung Orissas. UC nahm an zwei Wahlen zum Parlament von Orissa teil, 1971 und 1974. 1971 gewann er 33 der 140 Wahlkreise und wurde damit drittstärkste Partei (nach Swatantra und Congress (R)). Am 3. Mai 1971 wurde er Mitglied der Rajya Sabha, des Oberhauses des Parlaments (Bhāratīya Sansad). Er gehörte diesem aber nur wenige Monate bis zum 6. Oktober 1971 an und wurde daraufhin wieder Mitglied der Legislativversammlung von Orissa, der er nunmehr bis 1977 angehörte. Während dieser Zeit war er 1973 sowie zwischen 1974 und 1977 als Leader of the Opposition Oppositionsführer.
Nach der Auflösung des Utkal Congress gehörte dieser zu den sieben Parteien, die im Anschluss am 29. Mai 1974 die Bharatiya Lok Dal (BLD) bildeten, aus der 1977 die Janata Party (JNP) hervorging. Er überwarf sich mit Nehrus Tochter Indira Gandhi und verbrachte nach ihrer Verhängung des Ausnahmezustandes am 25. Juni 1975 einige Zeit als politischer Gefangener im Gefängnis.

### Mitglied der Lok Sabha, Unionsminister und zweite Amtszeit als Chief Minister von Orissa

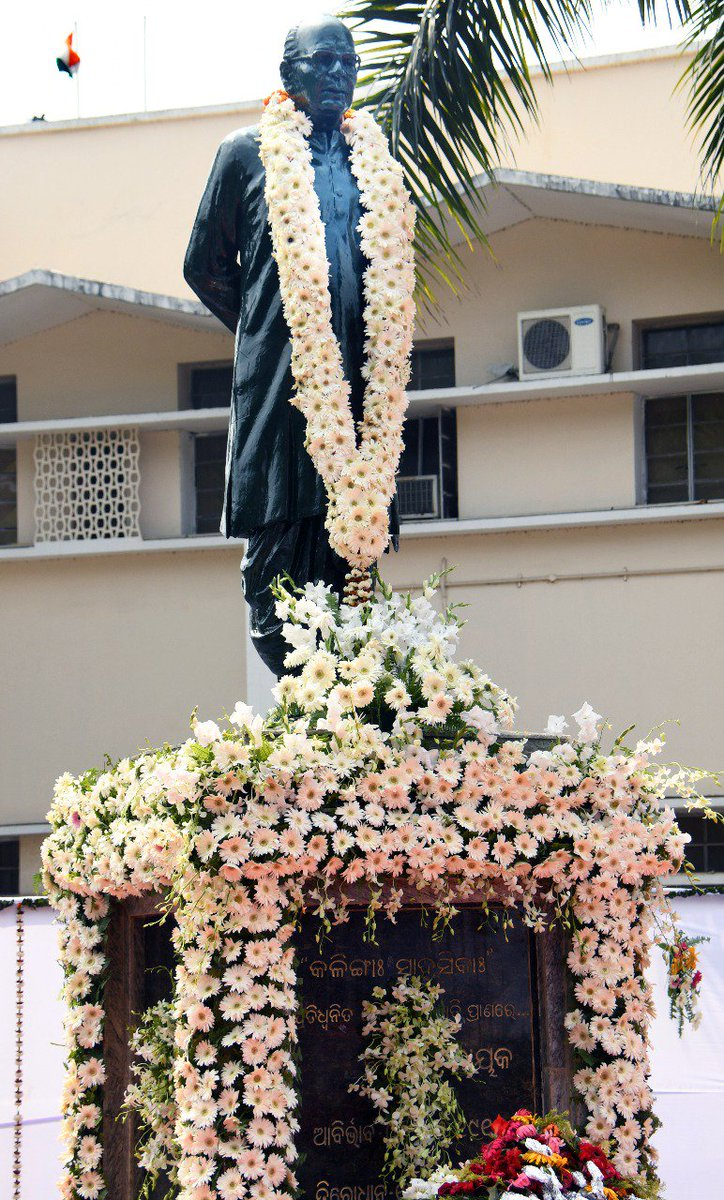
Biju Patnaik-Statue

Bei der Wahl vom 16. bis 20. März 1977 wurde Biju Patnaik nunmehr als Kandidat der JNP in dem in Orissa gelegenen Wahlkreis Kendrapara erstmals zum Mitglied der Lok Sabha, des Unterhauses des Parlaments, gewählt und gehörte dieser nach seiner Wiederwahl bei der Wahl am 3. und 6. Januar 1980 sowie der Wahl am 24., 27. und 28. Dezember 1984 bis zu seinem freiwilligen Mandatsverzicht am 25. März 1985 in der sechsten, siebten und achten Legislaturperiode an. Nach der Wahl wurde er am 26. März 1977 als Minister für Stahl und Bergbau in das Kabinett Desai berufen und bekleidete dieses Ministeramt bis zum 28. Juli 1979. Das Amt als Minister für Stahl, Bergbau und Kohle bekleidete er auch im darauf folgenden Kabinett Charan Singh zwischen dem 30. Juli 1979 und dem 14. Januar 1980.
Patnaik, der 1985 wieder Mitglied der Legislativversammlung von Orissa wurde, bekleidete zwischen März 1985 und März 1990 abermals die Funktion als Leader of the Opposition (Oppositionsführer). Er löste am 4. März 1990 Hemananda Biswal als Chief Minister von Orissa ab und bekleidete dieses Amt in seiner zweiten Amtszeit bis zum 14. März 1995, woraufhin Janaki Ballabh Patnaik seine Nachfolge antrat. Während seiner Amtszeit bekleidete er durchgängig auch die Ämter als Minister für Allgemeine Verwaltung, Minister für Planung und Koordinierung sowie Minister für Stahl und Bergbau und übernahm darüber hinaus zwischenzeitlich zahlreiche weitere Ministerämter. Zugleich fungierte er zwischen 1990 und 1995 als Vorsitzender der Volkspartei JD (Janata Dal) in Orissa, der er 1989 beigetreten war. Im Anschluss war er zwischen 1995 und 1996 erneut Mitglied der Legislativversammlung von Orissa und als Leader of the Opposition Oppositionsführer.
Zuletzt wurde der mittlerweile achtzigjährige Biju Patnaik bei der Wahl am 27. April sowie am 2. und 7. Mai 1996 für die JD im Wahlkreis Aska zum vierten Mal in die Lok Sabha gewählt und gehörte dem Unterhaus nunmehr bis zu seinem Tod knapp ein Jahr später am 17. April 1997 an. Zum Zeitpunkt seines Todes war er hochrangiger Führer von Janata Dal, der größten Einheit in der 15-Parteien-Koalition der Vereinigten Front (United Front) unter der Führung von Premierminister H. D. Deve Gowda.
Aus seiner am 6. Dezember 1939 mit Gyan Patnaik geschlossenen Ehe gingen zwei Söhne und eine Tochter hervor. Seine Tochter ist die Schriftstellerin und Fernsehproduzentin Gita Mehta, während sein älterer Sohn der Politiker und Schriftsteller Naveen Patnaik ist. Dieser gründete am 15. Dezember 1997 die Biju Janata Dal und ist seit dem 5. März 2000 Chief Minister von Orissa, dem heutigen Odisha. Sein zweiter Sohn ist der Unternehmer Prem Patnaik.
Ihm zu Ehren wurde der Flughafen Bhubaneswar in Biju Patnaik Airport, die Biju Patnaik University of Technology (BPUT) sowie das Biju Patnaik Film and Television Institute in Cuttack benannt. Darüber hinaus wird der nach ihm benannte Biju Patnaik Sports Award verliehen, den unter anderem 2007 die spätere Großmeisterin der Frauen (WGM) und Internationale Meisterin (IM) Padmini Rout als Dreizehnjährige erhielt.